# Adriana Quevedo
Adriana Beatriz Quevedo Sánchez (Lima, 13 de noviembre de 1979) es una actriz, exmodelo, presentadora de televisión y locutora de radio peruana.

## Biografía
Estudió modelaje en el instituto Frieda Holler. Acumuló experiencia en desfiles de moda, participaciones en vídeos musicales, anfitriona para diferentes empresas, y participó en el certamen de belleza Miss Perú Mundo 2001, donde fue elegida el "rostro más bello". Quevedo estudió actuación en la Escuela de Teatro Mocha Graña de Barranco. Posteriormente tuvo un rol menor en la serie Mil oficios y actuó en su primera obra de teatro llamada TV Terapia bajo la dirección de Diego La Hoz.
Protagonizó la miniserie Viento y arena en 2005, que trató sobre la historia del distrito Villa El Salvador.
Entre 2005 y 2006, Quevedo condujo el reality de canto Superstar por Panamericana Televisión, también participó en la serie Así es la vida y en el reality show Baila con las estrellas.
El año siguiente actuó en las obras El lago de los cisnes y El mundo mágico de Pinocho.
En el año 2008, actuó en la telenovela Los Barriga de Frecuencia Latina. Mientras tanto, condujo su primer programa matinal para Panamericana, TVO hoy. En 2009 el canal renovó para una nueva temporada de verano con Andrea Luna de modelo.
En el año 2010, concursó en el reality de baile El gran show. En 2011, actuó en la miniserie Eva y en la serie La bodeguita.
En el año 2012, participó en el musical Hairspray interpretando a una de "Las Dinamita", bajo la dirección de Juan Carlos Fisher. El mismo año se estrenó la película El buen Pedro del director Sandro Ventura, donde Quevedo interpreta a Milagros. Siguió en el teatro con la obra infantil Piel de asno.
En el año 2013, actuó en la miniserie Los amores de Polo.
En el año 2015, formó parte del elenco de Al fondo hay sitio.
En el año 2016, condujo otro programa de Panamericana Televisión, Combinado, cuya tématica fue estilo de vida.
En el año 2017, condujo un programa de radio por Radio Capital.
En 2020, y antes de comenzar la cuarentena por la pandemia del Covid-19, tuvo a su hijo, Santiago.
En el año 2021, condujo un programa matutino de variedades D' Mañana por Panamericana Televisión.

## Filmografía
| Año       | Título                  | Rol          | Notas                                     | Canal                   |
| --------- | ----------------------- | ------------ | ----------------------------------------- | ----------------------- |
| 2005–06   | Ocurrió aquí            | Presentadora | Junto a Sandro Monzante y otros invitados | Panamericana Televisión |
| 2005–06   | Superstar               | Presentadora |                                           | Panamericana Televisión |
| 2005–06   | Baila con las estrellas | Concursante  | 3º puesto                                 | Panamericana Televisión |
| 2008–09   | TVO hoy                 | Presentadora |                                           | Panamericana Televisión |
| 2010–14   | A 100 por hora          | Presentadora |                                           | Panamericana Televisión |
| 2010–14   | Ola ke ase              | Presentadora |                                           | Panamericana Televisión |
| 2016–2020 | Combinado               | Presentadora |                                           | Panamericana Televisión |
| 2021-2022 | D' Mañana               | Presentadora |                                           | Panamericana Televisión |

| Año              | Título             | Personaje               | Notas                       |
| ---------------- | ------------------ | ----------------------- | --------------------------- |
| 2001             | Mil oficios        | Rol menor               |                             |
| 2003             | Demasiada belleza  | Rol menor               |                             |
| 2004-05, 2006-07 | Así es la vida     | Sofía del Solar         | Rol principal               |
| 2005             | Viento y arena     | Hilda Quispe            | Rol principal               |
| 2009             | Los Barriga        | Deborah Martin          |                             |
| 2010             | Eva                | Patricia                |                             |
| 2011–12          | La bodeguita       | Jessica                 |                             |
| 2013             | Solamente milagros | Elvira                  | Episodio: «Memoria de papá» |
| 2013             | Los amores de Polo | Natalia Zegarra         | Rol recurrente              |
| 2015             | Al fondo hay sitio | Malú Troncoso           | Rol recurrente              |
| 2023             | Al fondo hay sitio | Graciela «Chela» Aguayo | Rol recurrente              |

| Año  | Título       | Rol         | Notas     |
| ---- | ------------ | ----------- | --------- |
| 2010 | El gran show | Concursante | 9º puesto |

| Año  | Título           | Rol      | Notas |
| ---- | ---------------- | -------- | ----- |
| 2012 | El buen Pedro    | Milagros |       |
| TBA  | El sexo perfecto | Isabel   |       |

## Teatro
| Año  | Título                     | Rol                       | Notas                  |
| ---- | -------------------------- | ------------------------- | ---------------------- |
| 2002 | Monserrat                  | Indígena                  |                        |
| 2004 | TV Terapia                 | La Modelo                 |                        |
| 2007 | El lago de los cisnes      | Odilia                    |                        |
| 2007 | El mundo mágico de Pinocho | La gata mala              |                        |
| 2007 | Ch de chistosos            | Varios roles              | Teatro Peruano Japonés |
| 2008 | Panic attack               | Giselle                   |                        |
| 2008 | Hansel y Gretel            | Madrastra Bruja           |                        |
| 2012 | Hairspray                  | Miembro de "Las Dinamita" | Teatro Peruano Japonés |
| 2012 | Piel de asno               | "La duquesa"              |                        |
| 2013 | La cena de los idiotas     | Christine                 |                        |